# Richard Friend
Richard Henry Friend FRS (Londres, 18 de janeiro de 1953) é um engenheiro britânico.
É Professor Cavendish de Física da Universidade de Cambridge desde 1995, e membro do St John's College. Suas pesquisas são focadas na física e engenharia de semicondutores baseados em carbono.
Seu trabalho é aplicado no desenvolvimento de transistore de efeito de campo poliméricos, diodos emissores de luz, diodos fotovoltáicos, laser de bombeamento óptico e transistores poliméricos impressos diretamente. É pioneiro no estudo de polímeros orgânicos e das propriedades eletrônicas de semicondutores moleculares. É também um dos pricipais investigadores do recém fundado grupo Colaboração de Pesquisa Interdisciplinar (em inglês:  Interdisciplinary Research Collaboration) sobre nanotecnologia baseado em Cambridge e co-fundador do Cambridge Display Technology (CDT) e Plastic Logic.
Friend publicou mais de 600 publicações e mais de 20 patentes.
As pesquisa de Friend foram usadas para desenvolver monitores de tela plana e futuras telas que podem ser enroladas e transportadas facilmente. Sua companhia Cambridge Display Technology Ltd pretende disponibilizar ao mercado os primeiros produtos usando a mais recente tecnologia de semicondutores.
Seu irmão Peter Friend é professor de transplante e diretor do Oxford Transplant Centre.

## Condecorações
Recebeu a Medalha Rumford de 1998. Em março de 2003 Friend foi laureado com a Medalha Faraday. Recebeu o título de "sir" por "serviços à física" nas Honras do Aniversário da Rainha, em 2003.
Em 2010 foi eleito um dos três laureados do Prêmio de Tecnologia do Milênio, pelo desenvolvimento de produtos eletrônicos de plástico. Recebeu um prêmio de 150 mil euros.